# Scaggsville, Maryland
Scaggsville, Maryland (енгл. Scaggsville) насељено је место без административног статуса у америчкој савезној држави Мериленд.

## Демографија
По попису из 2010. године број становника је 24.333.
| Група             | 2000.    | 2010.          |
| Белци             | 0 (0,0%) | 11.787 (48,4%) |
| Афроамериканци    | 0 (0,0%) | 6.322 (26,0%)  |
| Азијати           | 0 (0,0%) | 3.318 (13,6%)  |
| Хиспаноамериканци | 0 (0,0%) | 2.088 (8,6%)   |
| Укупно            | 0        | 24.333         |